# Bicentenarul Statelor Unite ale Americii
Bicentenarul Statelor Unite ale Americii a fost o serie de festivități și ceremonii organizate la mijlocul anilor 1970, care au adus un omagiu evenimentelor istorice care au dus la crearea Statelor Unite ale Americii ca republică independentă. A fost un eveniment central în memoria Revoluției Americane. Bicentenarul a culminat duminică, 4 iulie 1976, cu împlinirea a 200 de ani de la adoptarea Declarația de independență de către Părinții fondatori în cadrul celui de-al Doilea Congres Continental.

## Contextul istoric
Națiunea a comemorat întotdeauna Fondarea ca un gest de patriotism și, uneori, ca argument în luptele politice. Istoricul Jonathan Crider subliniază că, în anii 1850, editorii și oratorii, atât din nord, cât și din Sud, susțineau că regiunea lor era adevăratul custode al moștenirii din 1776, deoarece foloseau Revoluția în mod simbolic în retorica lor.
Planurile pentru Bicentenar au început atunci când Congresul Statelor Unite ale Americii a creat Comisia pentru Bicentenarul Revoluției Americane' la 4 iulie 1966. Inițial, celebrarea Bicentenarului a fost planificată ca o expoziție într-un singur oraș (intitulată Expo '76), care urma să se desfășoare fie în Philadelphia, fie în Boston. După 6 ani și jumătate de dezbateri tumultoase, Comisia a recomandat să nu se organizeze niciun eveniment, iar Congresul a dizolvat-o la 11 decembrie 1973 și a creat Administrația Bicentenarului Revoluției Americane (ARBA), care a fost însărcinată cu încurajarea și coordonarea evenimentelor sponsorizate la nivel local. David Ryan, profesor la University College Cork⁠(d), remarcă faptul că Bicentenarul a fost sărbătorit la doar un an după Căderea Saigonului din 1975 și că Administrația Ford a accentuat temele de reînnoire și renaștere bazate pe o restaurare a valorilor tradiționale, dând o lectură nostalgică și exclusivistă a trecutului american.

## Monede comemorative

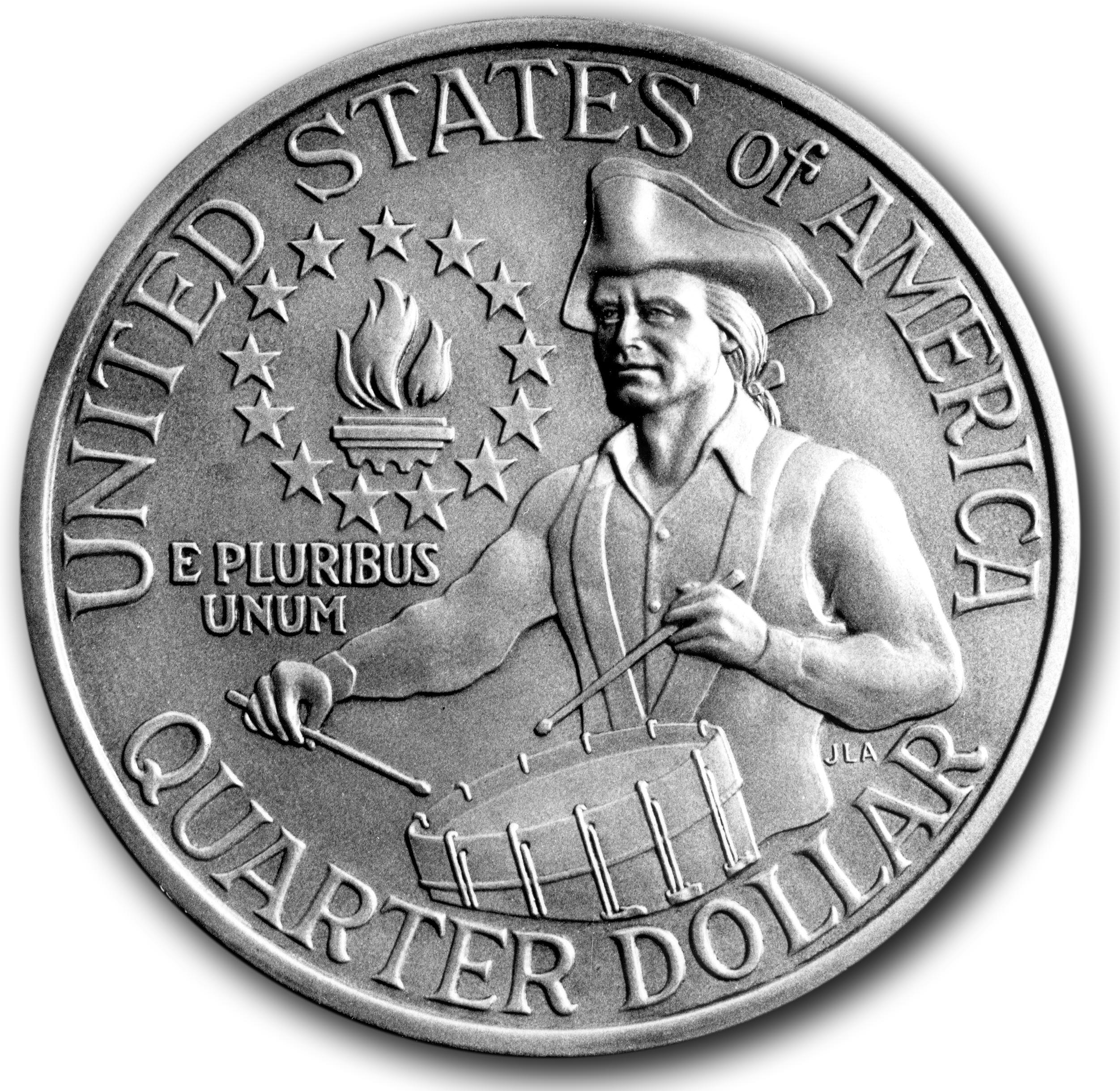
Reversul unei monede comemorative de 25 de cenți, 1975–1976.
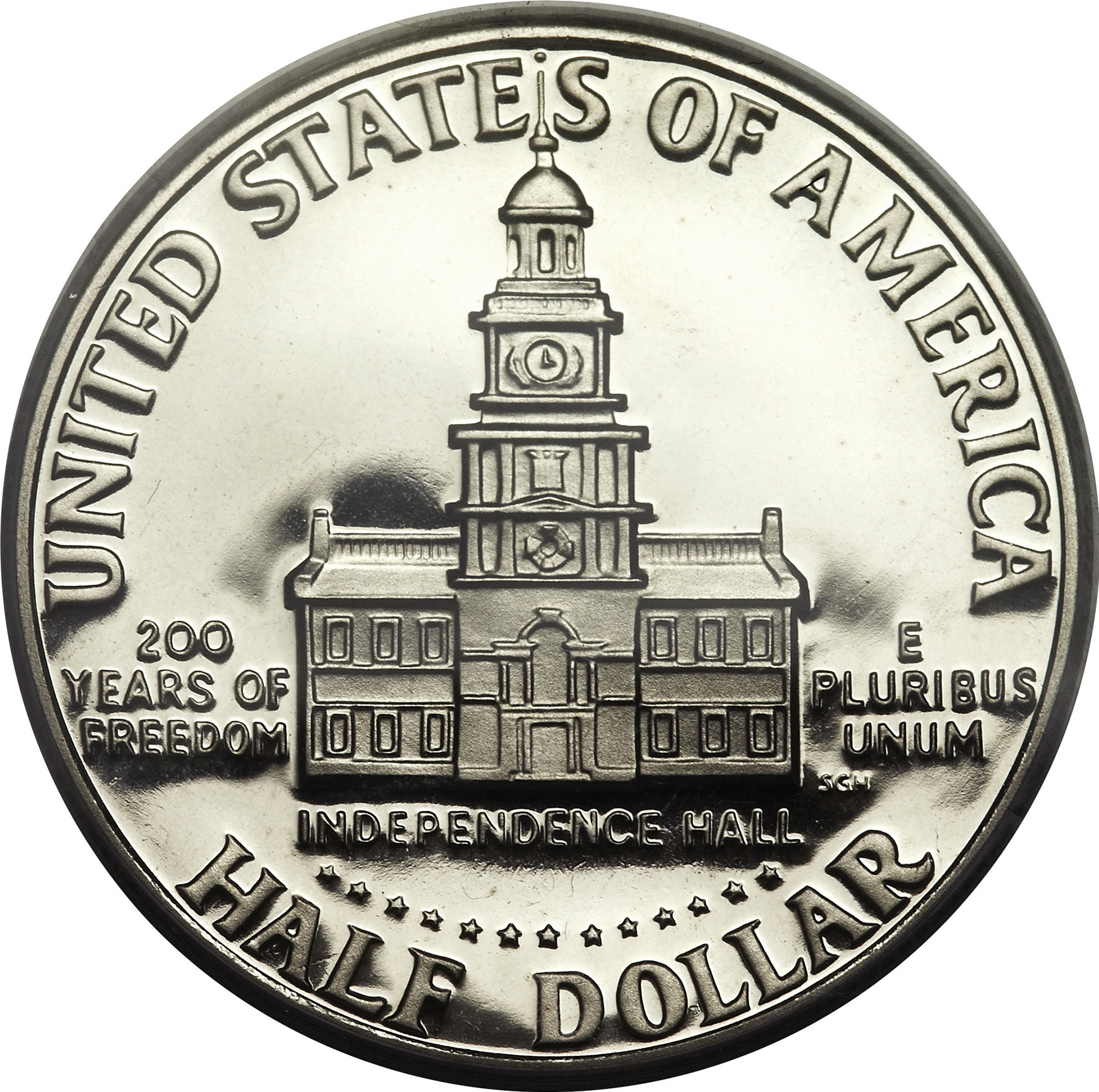
Reversul unei monede comemorative de 50 de cenți, 1975–1976.
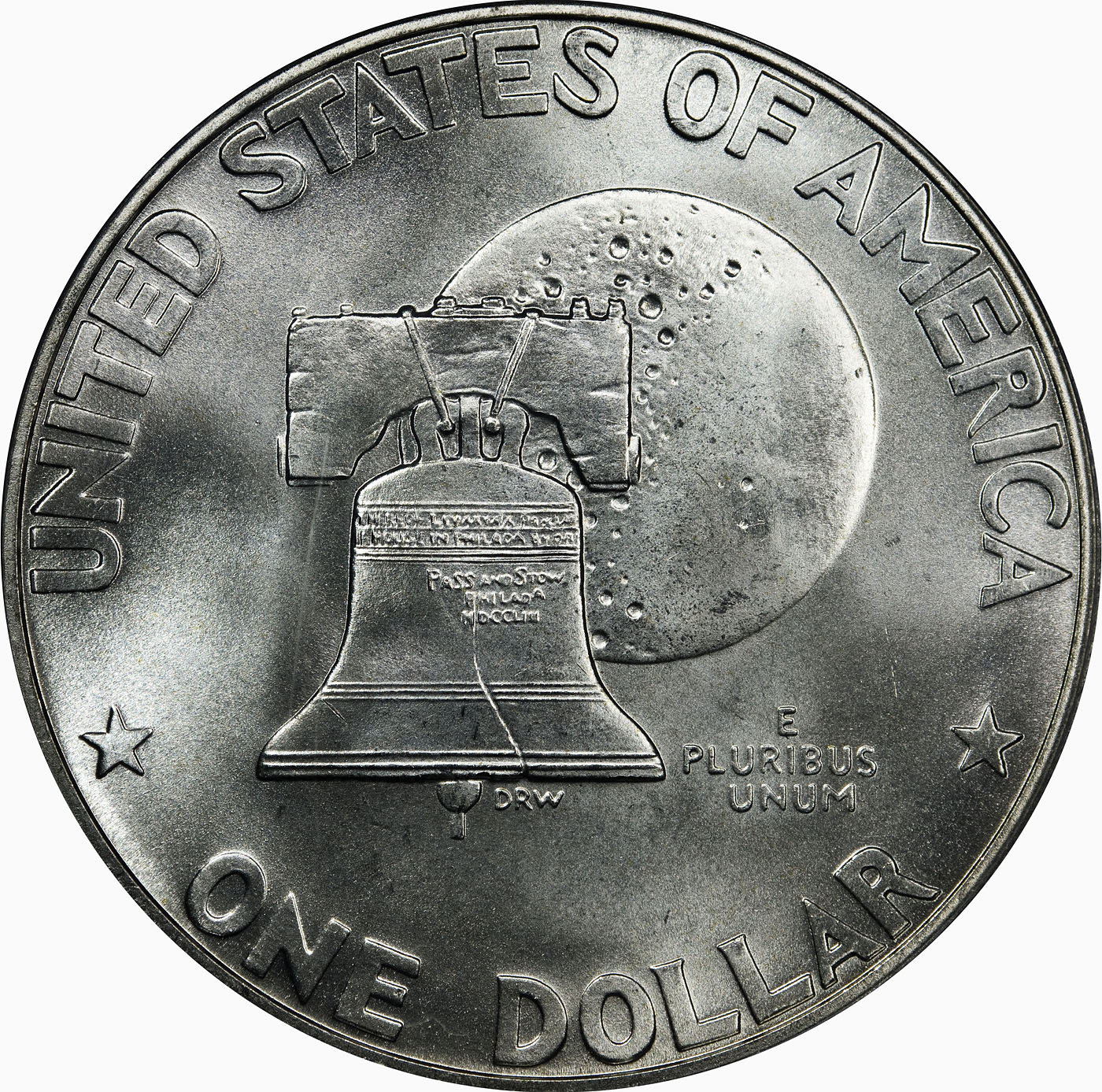
Reversul unei monede comemorative de 1 dolar, 1975–1976.
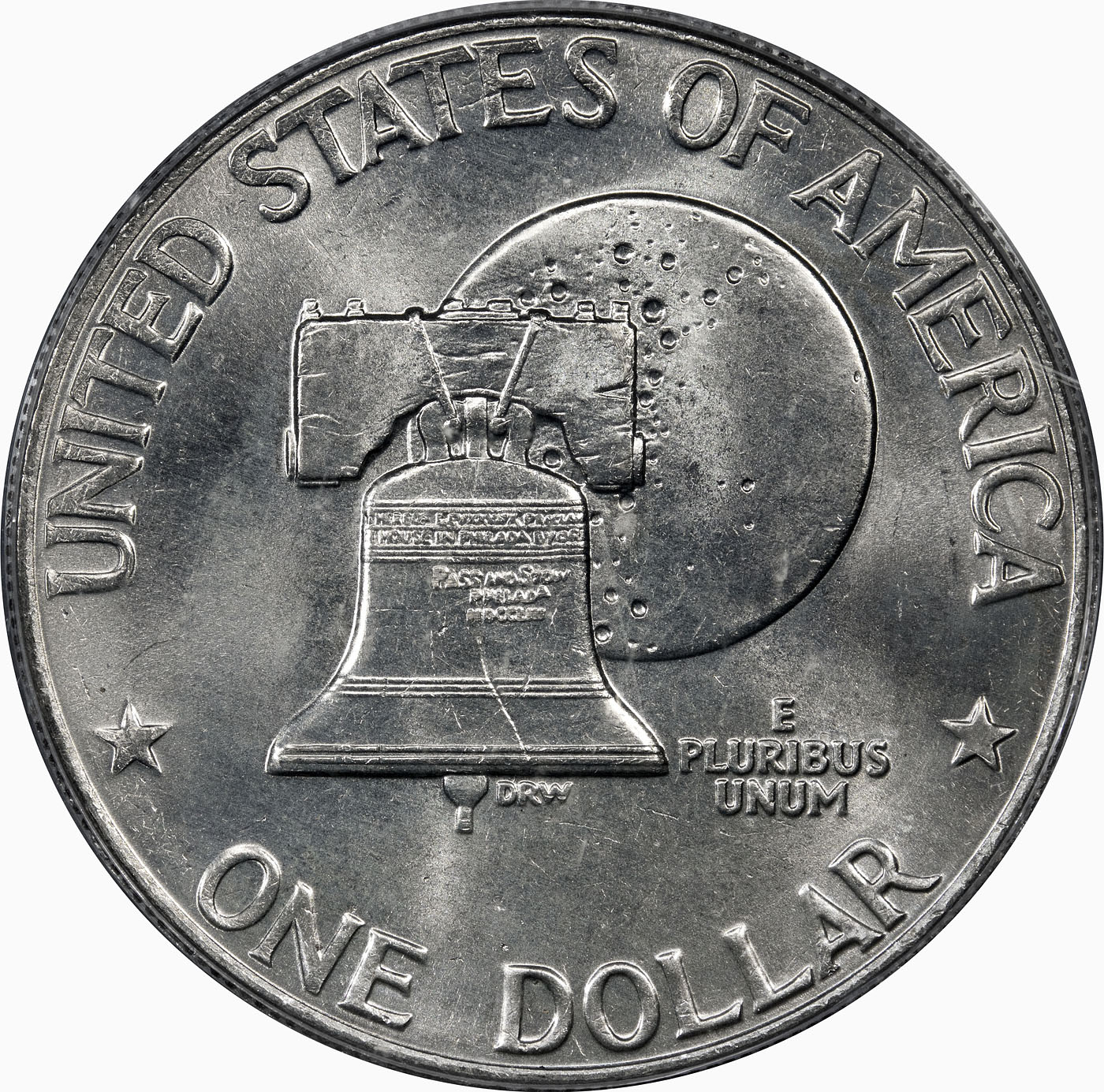
Reversul unei monede comemorative de 2 dolari, 1975–1976.

## Logo

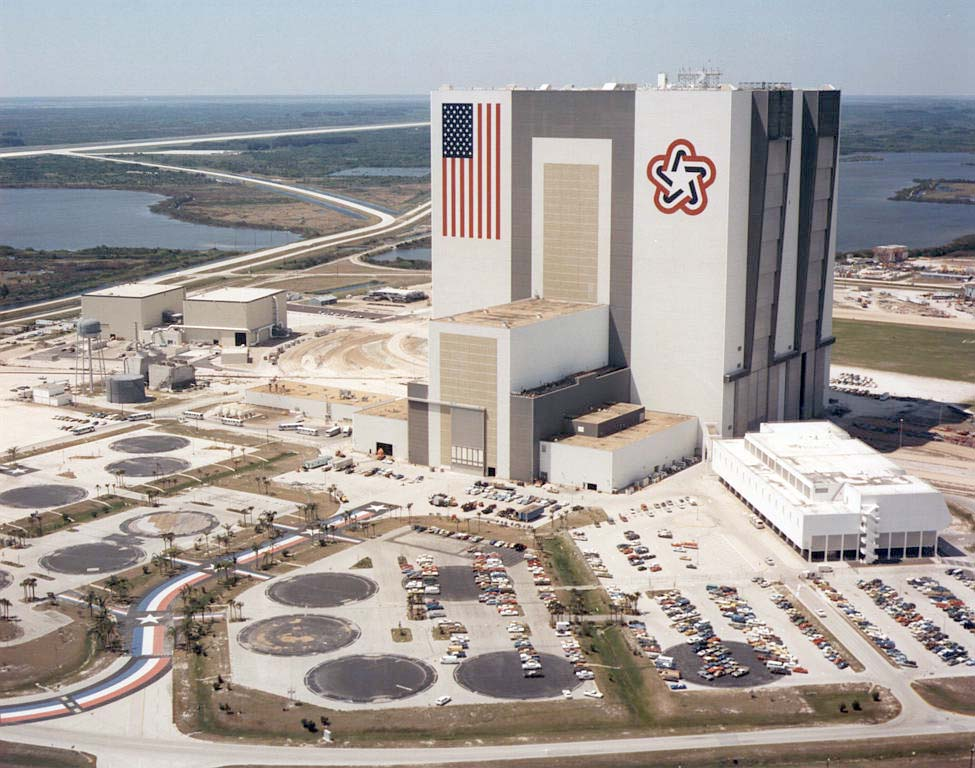
Cladirea NASA în 1977

Bruce N. Blackburn, proiectant al emblemei modernizate a NASA, a proiectat logo-ul bicentenarului. Logo-ul era format dintr-o stea albă cu cinci colțuri în interiorul unei stele stilizate de culoare roșie, albă și albastră. Aceasta era înconjurată de inscripția American Revolution Bicentennial 1776-1976 scris cu fontul Helvetica⁠(d) regular. O primă utilizare a logo-ului a fost pe un timbru poștal american din 1971. Logo-ul a devenit un steag care a fluturat în multe instituții guvernamentale din Statele Unite și a apărut pe multe alte suveniruri și timbre poștale emise de Serviciul poștal al Statelor Unite|Serviciul poștal. NASA a pictat logo-ul pe Vehicle Assembly Building⁠(d) de la Centrul Spațial Kennedy în 1976, unde a rămas până în 1998, când agenția l-a înlocuit cu propria emblemă în cadrul sărbătoririi celei de-a 40-a aniversări.

## Evenimentele din 1975

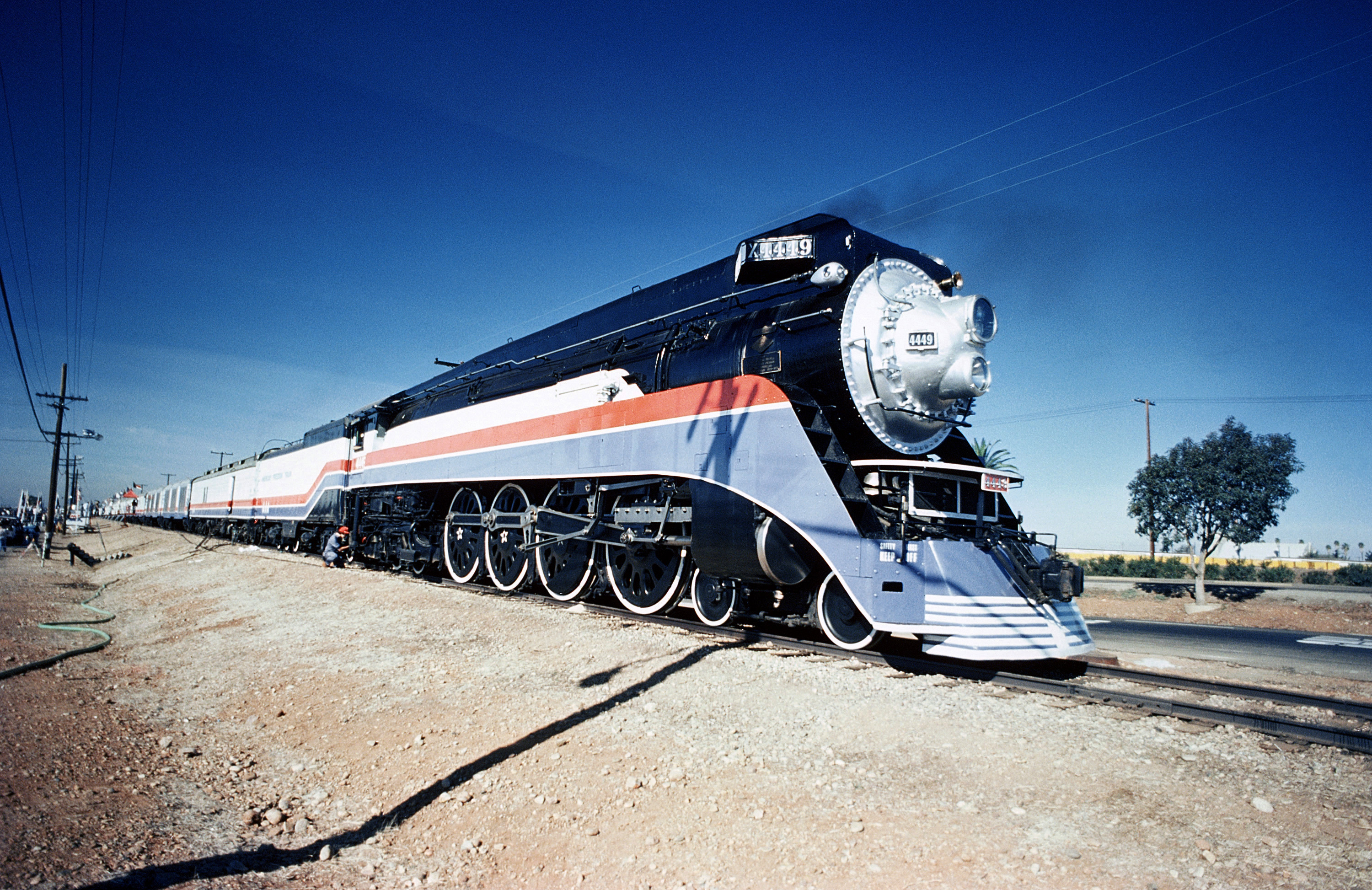
Trenul Libertății Americane la oprirea în Naval Air Station din Miramar, California pe 15 ianuarie 1976

Evenimentele oficiale ale Bicentenarului au început la 1 aprilie 1975, când Trenul Libertății Americane' a fost lansat în Wilmington, Delaware, de unde a început călătoria de de 21 de luni de aproape 41.000 de kilometri prin cele 48 de state continentale.
La 18 aprilie 1975, președintele Gerald Ford a călătorit la Boston unde a aprins un al treilea lampion la istorica biserica „Old North”⁠(d), simbolizând al treilea secol de existență al Americii. A doua zi, pe 19 aprilie, a ținut un important discurs în Concord, Massachusetts la podul „Old North”⁠(d), unde a fost tras „focul de armă care s-a auzit în jurul lumii”, comemorând 200 de ani de la Bătăliile de la Lexington și Concord, care au dat startul componentei militare al Revoluției Americane.
La 31 decembrie 1975, în ajunul Anului Bicentenar, președintele Ford a înregistrat o declarație pentru a se adresa poporului american prin intermediul unor emisiuni de radio și televiziune. Proclamația prezidențială nr. 4411 a fost semnată ca o afirmare a principiilor Părinților fondatori ai Statelor Unite, de demnitate, egalitate, democrație reprezentativă și libertate.

## Evenimentele din 1976
Festivitățile au inclus focuri de artificii sofisticate pe cerul marilor orașe americane. Președintele Ford a prezidat spectacolul din Washington, D.C., care a fost televizat la nivel național. O mare flotă internațională de veliere cu catarge înalte s-a adunat mai întâi în New York de Ziua Independenței și apoi în Boston aproximativ o săptămână mai târziu. Aceste parade nautice au fost denumite „Operation Sail” (Op Sail) și au fost văzute de câteva milioane de spectatori. Această adunare a fost a doua din cele șase astfel de evenimente Op Sail organizate până în prezent (1964, 1976, 1986, 1986, 1992, 2000 și 2012). Navele au acostat și au permis publicului larg din ambele orașe să le viziteze, în timp ce echipajele lor au participat la țărm la diverse sărbători și petreceri etnice.

### New York
În plus față de prezența corăbiilor cu pânze, forțele navale ale mai multor națiuni au trimis nave de război în portul New York pentru o expoziție navală internațională organizată în dimineața zilei de 4 iulie. Președintele Ford a navigat pe râul Hudson până în portul New York la bordul crucișătorul cu rachete ghidate USS Wainwright (CG-28) ca să treacă în revistă flota internațională și ca să primească saluturi de la fiecare navă vizitatoare, încheind cu un salut din partea distrugătorului britanic cu rachete ghidate HMS London (D16). Trecerea în revistă s-a încheiat chiar în dreptul Insulei Libertății, în jurul orei 10:30.

### Boston
Mai multe persoane au aruncat pachete cu etichetele „Gulf Oil⁠(d)” și „Exxon” în portul Boston, în semn de opoziție simbolică față de puterea corporatistă, în stilul Boston Tea Party.

### Washington, D.C.
Johnny Cash a fost Marele Maestru al paradei Bicentenarului SUA.

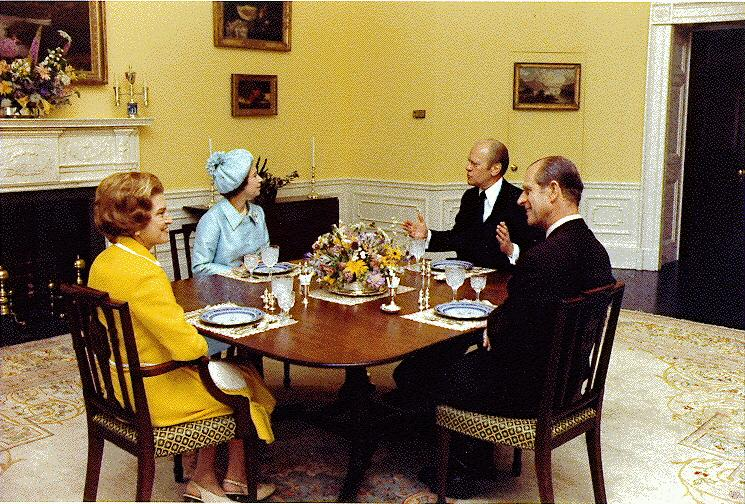
Prima Doamnă Betty Ford, cu președintele Ford, regina Elisabeta a II-a și prințul Philip în Sala de mese a președintelui cu ocazia unei vizite de stat din 1976, în timpul Bicentenarului SUA.

La eveniment au participat regina Elisabeta a II-a și prințul Filip. Cuplul regal a efectuat o vizită de stat în Statele Unite, a făcut un tur al țării și a participat la alte evenimente cu ocazia Bicentenarului alături de președintele și de doamna Ford. Vizita lor la bordul HMY Britannia a inclus opriri în Philadelphia, Washington, D.C., Virginia, New York, Connecticut și Massachusetts.
În Washington, D.C., Institutul Smithsonian a deschis o expoziție de lungă durată în „Arts and Industries Building”, care a reprodus aspectul și atmosfera Expoziției Centenarului din 1876. Multe dintre artefactele de la Smithsonian datează de la Expoziție universală din 1876 din Philadelphia, care a comemorat cea de-a 100-a aniversare a independenței Statelor Unite. Festivalul folclorului american al Bicentenarului, o colaborare a Institutului Smithsonian cu mii de cercetători naționali și internaționali, artizani populari și artiști, a găzduit programe în partea de vest a National Mall cinci zile pe săptămână, timp de douăsprezece săptămâni, în vara anului 1976 The Smithsonian also opened the new home of the National Air and Space Museum⁠(d) on July 1, 1976..

### Philadelphia
Aflată la Philadelphia, la 6 iulie 1976, Regina Elisabeta a prezentat Clopotul Bicentenarului în numele poporului britanic. Clopotul este o replică a Clopotului Libertății, turnat la aceeași turnătorie - turnătoria de clopote „Whitechapel” – și poartă inscripția „Pentru poporul Statelor Unite ale Americii din partea poporului britanic 4 iulie 1976”.
While in Philadelphia on July 6, 1976, Queen Elizabeth presented the Bicentennial Bell on behalf of the British people. The bell is a replica of the Liberty Bell, cast at the same foundry—Whitechapel Bell Foundry⁠(d)—and bearing the inscription "For the People of the United States of America from the People of Britain 4 July 1976 SĂ SUNE LIBERTATEA”.

### Los Angeles
Disneyland și The Magic Kingdom⁠(d) al Walt Disney World⁠(d) au prezentat America on Parade, o paradă elaborată care sărbătorea istoria și cultura americană și care a inclus cântecul „The Glorious Fourth” al Fraților Sherman⁠(d). Parada a inclus focuri de artificii nocturne și a avut loc de două ori pe zi din iunie 1975 până în septembrie 1976.
Manifestările din Los Angeles au inclus Parada Bicentenarului din 1976 pe Wilshire Boulevard, Concursul Bicentenarului al școlilor orașului Los Angeles de la Los Angeles Memorial Coliseum⁠(d), difuzată în cadrul emisiunii La mulți ani, America (NBC), prezentată de Paul Anka, Pacific 21, un centru de expoziții și conferințe cu ocazia bicentenarului și celebrarea bicentenarului de la Knott's Berry Farm.

### Alte manifestări
Manifestările locale au inclus vopsirea cutiilor poștale și a hidranților de incendiu în roșu, alb și albastru. Un val de patriotism și nostalgie a cuprins națiunea și a existat un sentiment general că epoca violentă a Mișcării pentru drepturile civile, a Războiului din Vietnam și a crizei constituțională „Watergate” din 1974, ajunsese în sfârșit la final.

NASA a comemorat Bicentenarul prin organizarea unei expoziții de știință și tehnologie găzduită într-o serie de cupole geodezice în parcarea clădirii Vehicle Assembly Building (VAB) numită Third Century America. Un steag american și emblema Bicentenarului au fost, de asemenea, pictate pe partea laterală a VAB. Emblema a rămas până în 1998, când a fost vopsită cu însemnele NASA. NASA plănuia ca sonda spațială Viking 1 să aterizeze pe Marte pe 4 iulie, dar aterizarea a fost amânată pentru 20 iulie, la aniversarea aselenizării Apollo 11. La aniversarea semnării Constituției, NASA a organizat ceremonia de lansare a primei navete spațiale (pe care NASA plănuise să o numească Constitution, dar care a fost numită, în schimb, Enterprise în onoarea omonimului său fictiv din serialul de televiziune Star Trek).
Bell Telephone Company⁠(d) l-a însărcinat pe pictorul Stanley Meltzoff să creeze o copertă pentru cartea de telefoane din 1976 pentru a comemora atât bicentenarul, cât și centenarul inventării telefonului. Bazându-se pe tabloul The Gossips (Bârfele) al lui Norman Rockwell, Meltzoff a înfățișat marile personalități istorice și emblematice ale Americii folosind telefonul. A devenit cel mai bine vândut anuar din istoria Bell.

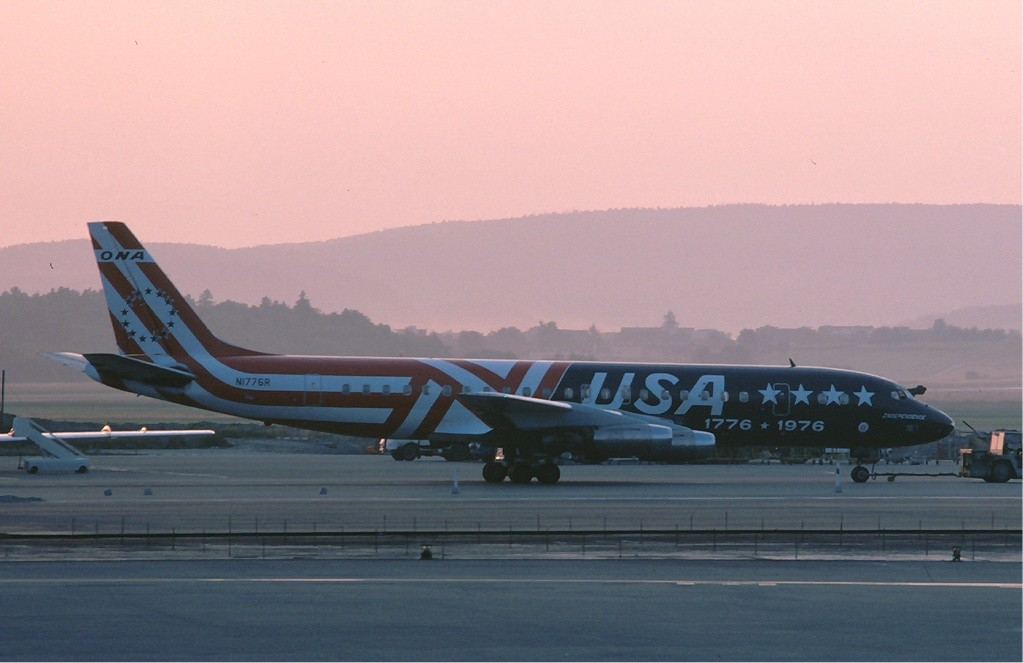
Douglas DC-8 al Overseas National Airways în vopsit pentru celebrarea bicentenarului

Multe produse comerciale au apărut în ambalaje roșii, albe și albastre, în încercarea de a le lega de Bicentenar. „Liberty”, o marcă de măsline spaniole, și-a vândut produsul în acea perioadă în borcane de sticlă care imitau Clopotul Libertății. Produsele aveau voie să afișeze logo-ul bicentenarului, marcă înregistrată, doar dacă plăteau o taxă de licență către ARBA.
Multe companii de transport pe calea ferată, atât cele cu acoperire națională cât și cele locale, și-au vopsit locomotive sau materialul rulant în scheme de culori patriotice, de obicei cu numerele 1776 sau 1976, iar producătorii de machete feroviare au lansat rapid locomotive bicentenare, care au fost populare în rândul copiilor și adulților. Multe unități militare au marcat aeronavele cu modele speciale în cinstea Bicentenarului. John Warner⁠(d) a fost director al ARBA.
Loteria din New Jersey a organizat o loterie specială, „Loteria Bicentenarului”, în cadrul căreia câștigătorul a primit 1.776 de dolari pe săptămână (înainte de taxe) timp de 20 de ani (un total de 1.847.040 de dolari).
Tema generală a spectacolului din paua de la Super Bowl X, care a avut loc pe 18 ianuarie, a fost celebrarea Bicentenarului. Jucătorii ambelor echipe, Pittsburgh Steelers și Dallas Cowboys, au purtat un plasture special cu logo-ul Bicentenarului pe tricourile lor. Cowboys au adăugat, de asemenea, dungi roșii, albe și albastre pe căștile lor pe tot parcursul sezonului 1976 al Ligii Naționale de Fotbal (NFL). Spectacolul din pauza meciului susținut de grupul Up with People⁠(d) a fost intitulat „200 de ani și doar un copil: Un omagiu adus Bicentenarului Americii”.
Comitetul Olimpic al Statelor Unite a inițiat licitații pentru a găzdui Jocurile Olimpice de vară și de iarnă din 1976, pentru a sărbători Bicentenarul. Los Angeles a candidat pentru Jocurile Olimpice din 1976, dar a pierdut în favoarea Montrealului. Denver a primit organizarea Jocurilor Olimpice de iarnă din 1976 încă din 1970, dar îngrijorarea cu privire la costuri a determinat alegătorii din Colorado să respingă un referendum pentru finanțarea jocurilor, iar Comitetul Olimpic Internațional a acordat organizarea jocurilor orașului Innsbruck din Austria, care mai găzduise Jocurile Olimpice în 1964. Ca urmare, în 1976 nu au avut loc Jocuri Olimpice în Statele Unite, în ciuda unei oferte de ultim moment din partea orașului Salt Lake City pentru găzduirea Jocurilor Olimpice. Până la urmă, Lake Placid avea să găzduiască Jocurile Olimpice de iarnă din 1980, Los Angeles avea să primească în cele din urmă Jocurile de vară din 1984, iar Salt Lake City avea să primească în cele din urmă și Jocurile Olimpice de iarnă din 2002.

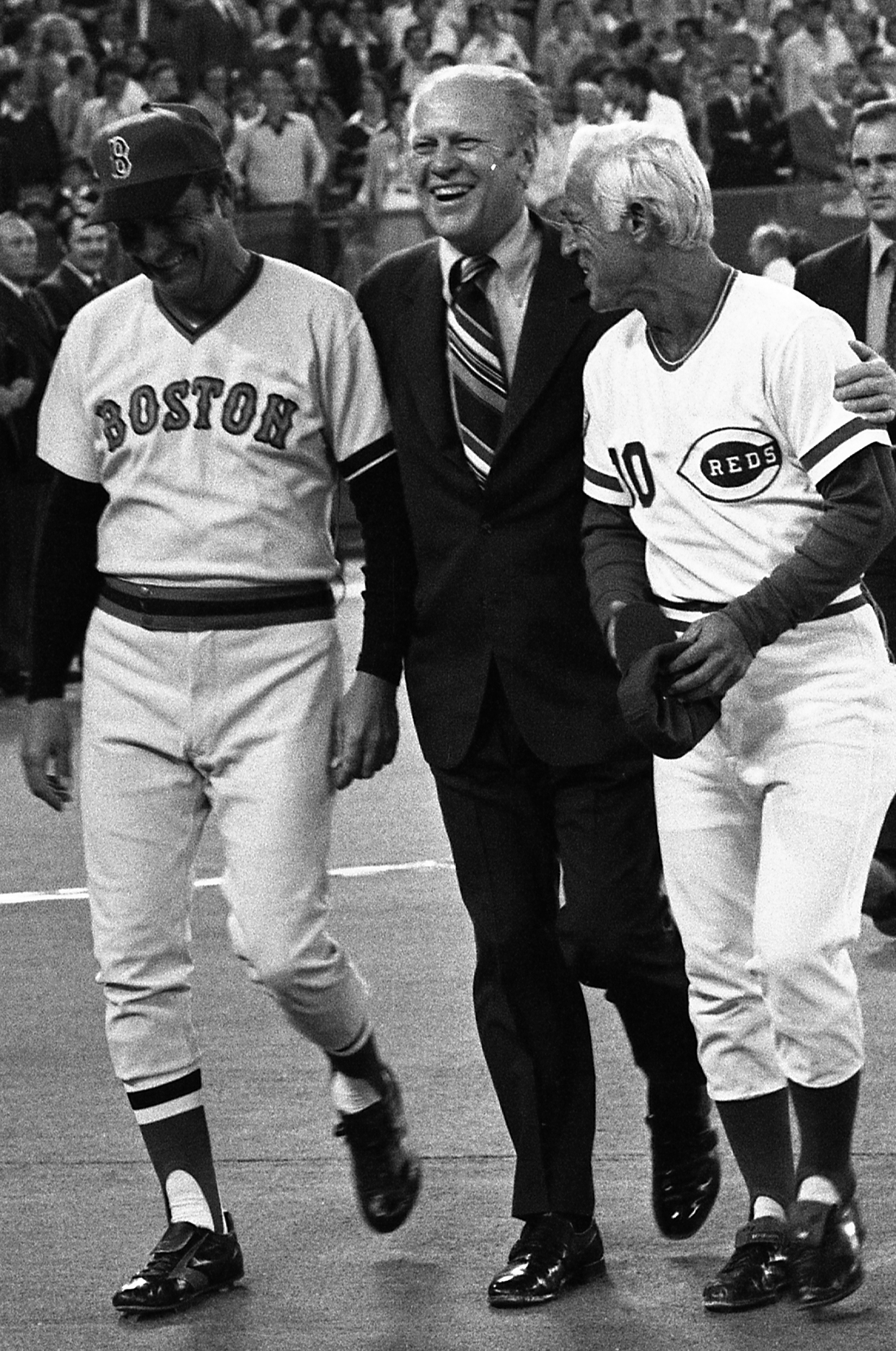
Președintele Ford (centru) cu Darrell Johnson și Sparky Anderson în timpul ceremoniilor de la „Major League Baseball All-Star Game” 1976

Locul unde a avut loc Congresul Continental și unde a fost semnată Declarația de Independență, Philadelphia, a fost gazda a „NBA All-Star Game” din 1976, „1976 National Hockey League All-Star Game”, „1976 NCAA Final Four” și a „1976 Major League Baseball All-Star Game”, la care președintele Ford a făcut prima aruncare. „1976 Pro Bowl” a fost o excepție și s-a jucat în New Orleans, probabil din cauza problemelor legate de vreme.
Lui George Washington i-a fost acordat post-mortem gradul de General al Armatei Statelor Unite prin rezoluția comună a Congresului adoptată la 19 ianuarie 1976, cu o dată efectivă de numire la 4 iulie 1976. Acest lucru i-a redat lui Washington poziția de persoana cu cel mai înalt ofițer militar din istoria SUA
Turul caravanei de căruțe a Bicentenarului a început la 8 iunie 1975, pornind din Blaine, Washington⁠(d) și s-a încheiat la 4 iulie 1976 la Valley Forge, Pennsylvania⁠(d). Turul caravanei a urmat rutele comerciale și de transport originale ale căruțelor cu coviltir prin Statele Unite, cuprinzând traseele Bozeman, California, Gila, drumul mare al căruțelor, al mormonilor, Natchez Trace, vechiul drum poștal drumul vechi spaniol, Oregon, Santa Fe și drumul sălbăticiei.
Karen Steele a fost primul copil născut pe 4 iulie 1976, la 12 secunde după miezul nopții, și a fost numit „Copilul Bicentenarului”. Ea a fost prezentată în emisiunile The Today Show și Good Morning America⁠(d), și a primit felicitări din partea președintelui Ford, a guvernatorului din New Jersey Brendan Byrne⁠(d) și a unei serii de alte personalități.

## Bicentenarul pe marile și micile ecrane

### Televiziune

#### Emisiuni de televiziune difuzate în rețea în perioada 3-4 iulie 1976
- The Great American Celebration, emisiune de divertisment de 12 ore prezentată de Ed McMahon⁠(d) și difuzată în noaptea de 3 iulie
- The Inventing of America (NBC), coproducție BBC de două ore care trece în revistă 200 de ani de inovații tehnologice americane și impactul lor asupra lumii, realizată de James Burke și Raymond Burr[45][46].
- In Celebration of US (CBS), emisiune de 16 ore găzduită de Walter Cronkite
- The Glorious Fourth (NBC), emisiune de 10 ore găzduită de John Chancellor⁠(d) și David Brinkley⁠(d)
- The Great American Birthday Party (ABC), emisiune găzduită de Harry Reasoner⁠(d)
- Happy Birthday, America (NBC), emisiune găzduită de Paul Anka, transmisiune de la stadionul Los Angeles Memorial Coliseum⁠(d)[32]
- Bob Hope's Bicentennial Star-Spangled Spectacular (NBC)
- Best of the Fourth (NBC), sinteză cu John Chancellor⁠(d) și David Brinkley⁠(d)
- Transmisiune a NBC live prin satelit de pe 4 iulie a spectacolului formației de jazz „One O'Clock Lab Band” Universității Texasului de Nord⁠(d) One O'Clock Lab Band⁠(d) de la Moscova, sponsorizată de Departamentul de Stat al SUA.
- Goodbye America (PBS), simulacru de "buletin de știri" care reconstituie o dezbatere din 1776 în Camera Comunelor privind viitorul coloniilor americane.
- Bicentennial Minute  a fost o serie de emisiuni scurte difuzate de CBS din 1974 până la sfârșitul anului 1976 pentru a marca această sărbătoare.

#### Programele Bicentenarului de sâmbătă dimineața
În lunile de dinainte de Bicentenar, ABC a difuzat între programele de sâmbătă dimineața o serie de scurtmetraje de desene animate educative Schoolhouse Rock! și a creat o subserie numită popular „History Rock”, deși numele oficial era „America Rock”. Cele zece segmente acopereau diverse aspecte ale istoriei americane și ale guvernării. Câteva dintre segmente, mai ales „I'm Just a Bill (Sunt doar un proiect de lege)” (care discuta despre procesul legislativ) și „The Preamble (Preambulul)” (care prezinta o variantă a preambulului Constituției pusă pe muzică), au devenit unele dintre cele mai populare segmente din Schoolhouse Rock.
În 1974, CBS a difuzat un nou serial animat Archie în diminețile de sâmbătă, intitulat The U.S. of Archie (Statele Unite ale lui Archie). Au fost realizate 16 episoade, care au fost difuzate în reluare până în septembrie 1976.

### Filme
Pentru celebrarea Bicentenarului, cineastul hollywoodian John Huston a regizat scurtmetrajul Independence (Independentă) pentru National Park Service⁠(d) al SUA. Filmul a fost proiectat în Parcul Național Istoric al Independenței Philadelphia.
Filmul Rocky' din 1976 a citat Bicentenarul în mai multe scene în care a apărut personajul Apollo Creed interpretat de Carl Weathers. Apollo Creed a apărut îmbrăcat mai întâi în George Washington, apoi în Unchiul Sam.
În comedia The Big Bus o scenă este filmată în sala de mese a Bicentenarului. Vehiculul supradimensionat din Marele autobuz a avut o scenă în sala de mese a Bicentenarului.

## Daruri oferite de națiuni prietene
O serie de națiuni au oferit cadouri SUA în semn de prietenie. Printre acestea s-au numărat:

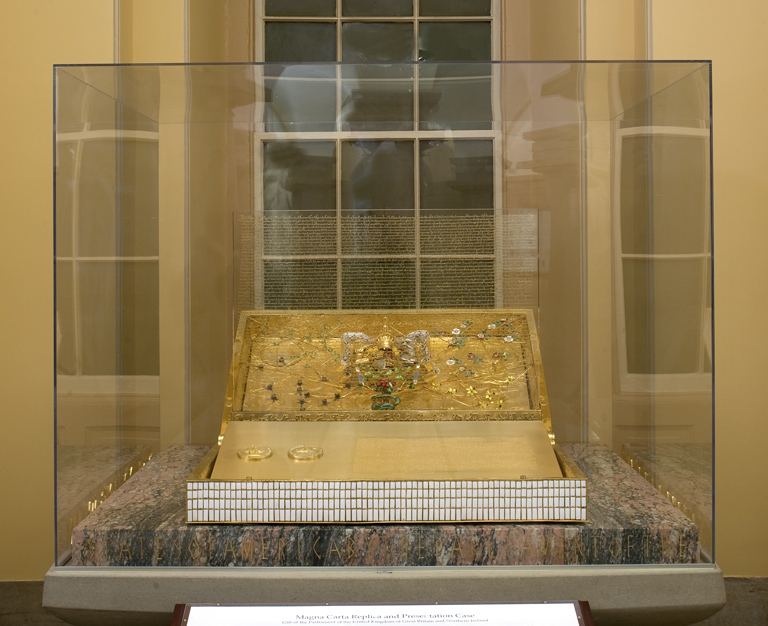
Replica Magna Carta și vitrina de prezentare

- Regatul Unit a împrumutat unul dintre cele patru exemplare existente ale Magnei Carta pentru a fi expus în Capitoliul Statelor Unite. Documentul a fost expus într-o vitrină proiectată de artistul Louis Osman⁠(d), realizată din aur, oțel inoxidabil, rubine, perle, safire, diamante și smalț alb. Aceasta se afla pe o bază de pegmatit și gresie Yorkshire. Documentul a fost expus alături unei replici din aur în perioada 3 iunie 1976 până la 13 iunie 1977, când a fost returnat. Cutia și replica din aur au rămas expuse în Capitoliu[47].

- Canada, prin intermediul National Film Board of Canada⁠(d), a produs cartea Between Friends/Entre Amis, care a fost un eseu fotografic despre viața de-a lungul graniței dintre SUA și Canada. Cartea a fost dăruită bibliotecilor din SUA, iar ediții speciale au fost oferite președintelui Gerald Ford și altor oficiali[48][49].

- Guvernul Franței și Muzeul Luvru au organizat o expoziție de pictură în cooperare cu Detroit Institute of Arts⁠(d) și Metropolitan Museum of Art, care a fost prezentată la Detroit și New York, după ce a fost prezentată și la Paris. Expoziția, intitulată Pictura franceză 1774-1830: The Age of Revolution', a inclus lucrările a 94 de artiști francezi din acea perioadă. Multe dintre cele 149 de lucrări din expoziție nu fuseseră niciodată văzute în afara Franței și includeau Libertatea conducând poporul de Eugène Delacroix, Jupiter și Thetis de Jean Auguste Dominique Ingres și un portret al lui Maximilien de Robespierre de Adélaïde Labille-Guiard⁠(d)[50].

- Guvernul Japoniei a construit și mobilat Teatrul Terrace cu 513 locuri din cadrul Centrului Kennedy din Washington. Multe dintre mobilierul original au fost îndepărtate atunci când teatrul a fost renovat între 2015 și 2019[51]. Cincizeci și trei de arbori bonsai de la Nippon Bonsai Association au fost donați la United States National Arboretum [52].

- Regele Juan Carlos I și regina Sofía a Spaniei au oferit în numele națiunii lor pe 3 iunie 1976 sculpturile lui Bernardo de Gálvez⁠(d), un erou din perioada Războiului Revoluționar American și ulterior vicerege al Noii Spanii, și a lui Don Quijote, eroul de ficțiune al lui Cervantes. Sculptura lui Gálvez se află într-un parc situat pe Virginia Avenue la intersecția cu 21st Street NW, care a fost numit Galvez Park[53]. Sculptura lui Don Quijote a fost instalată în apropiere, în incinta Centrului Kennedy. Cadoul Spaniei a inclus și o expoziție la National Gallery of Art a opt capodopere ale lui Goya din colecția Muzeului Prado[54][55]

- Regele Norvegiei Olav al V-lea, prim-ministrul Norvegiei Odvar Nordli⁠(d) și guvernul norvegian au înființat Centrul Sportiv Național de Sănătate Vinland în Loretto, Minnesota⁠(d)[56].

## Galerie

„Sărbătorirea
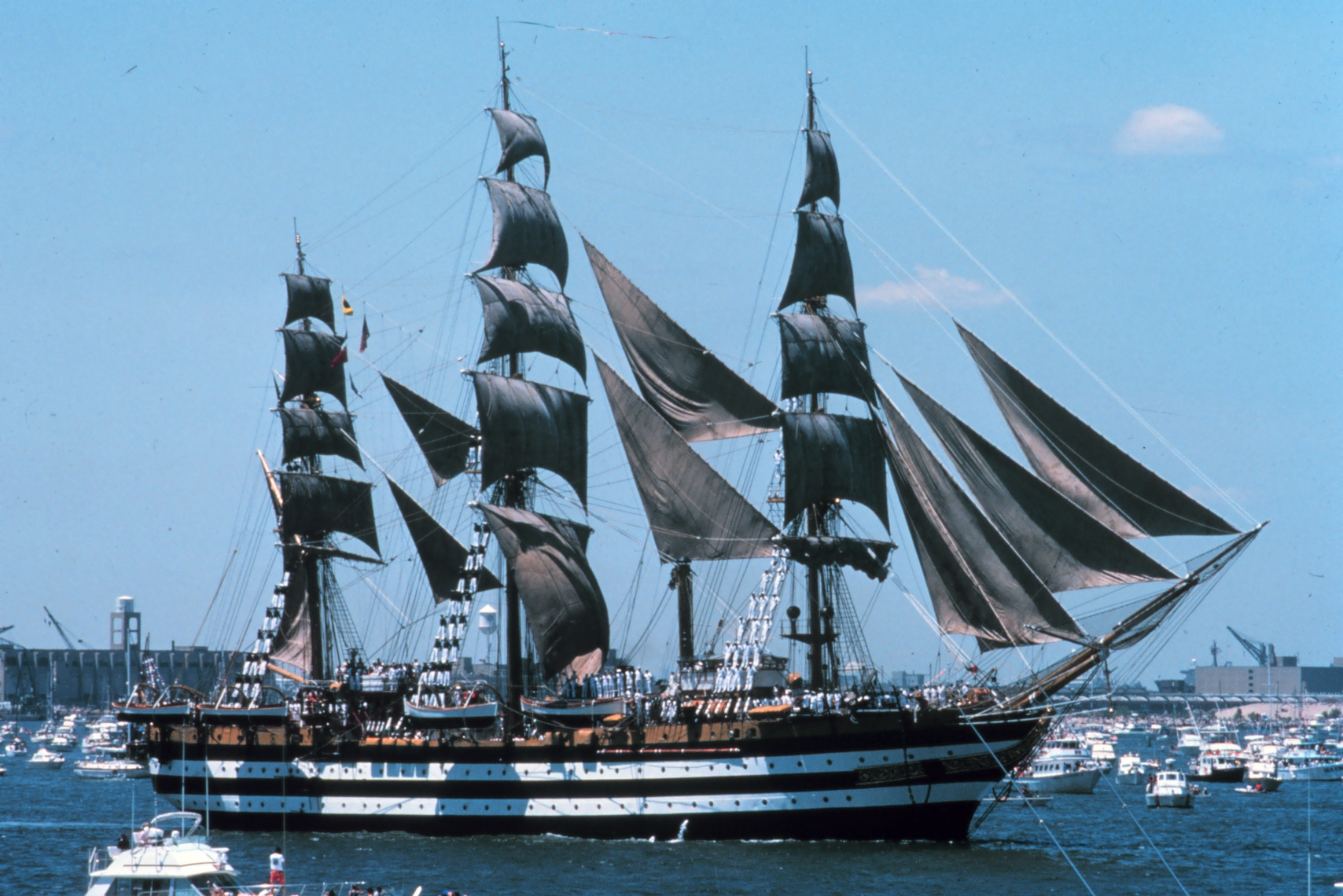
Nava italiană de instrucție Amerigo Vespucci în portul New York în timpul sărbătorii
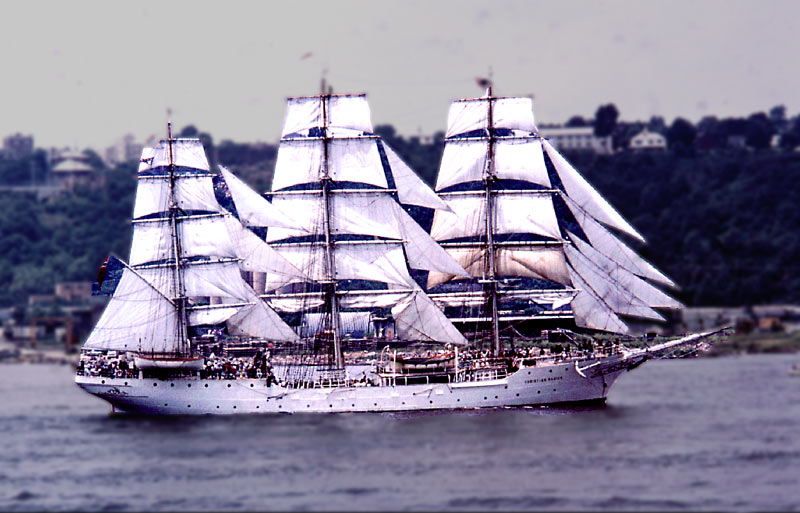
Nava norvegiană Christian Radich la parada velierelor pe 4 iulie 1976
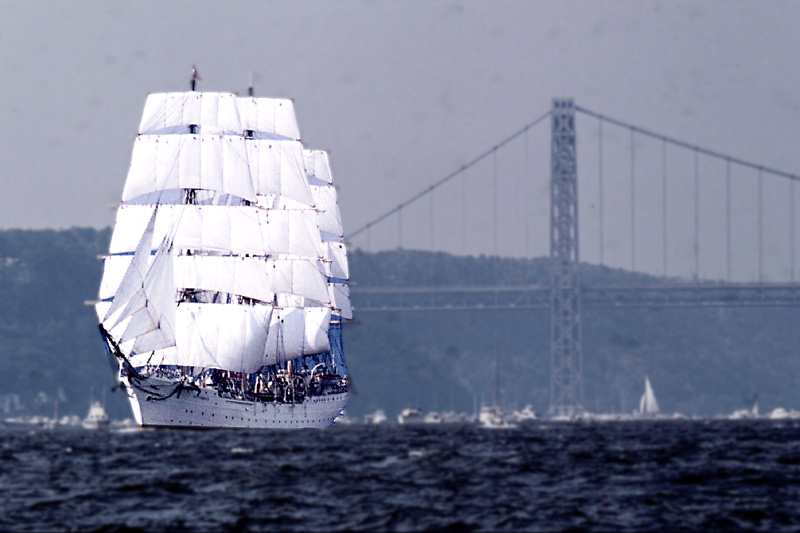
Nava poloneză cu trei catarge Dar Pomorza în timpul paradei velierelor din 4 iulie 1976

„Timbrele
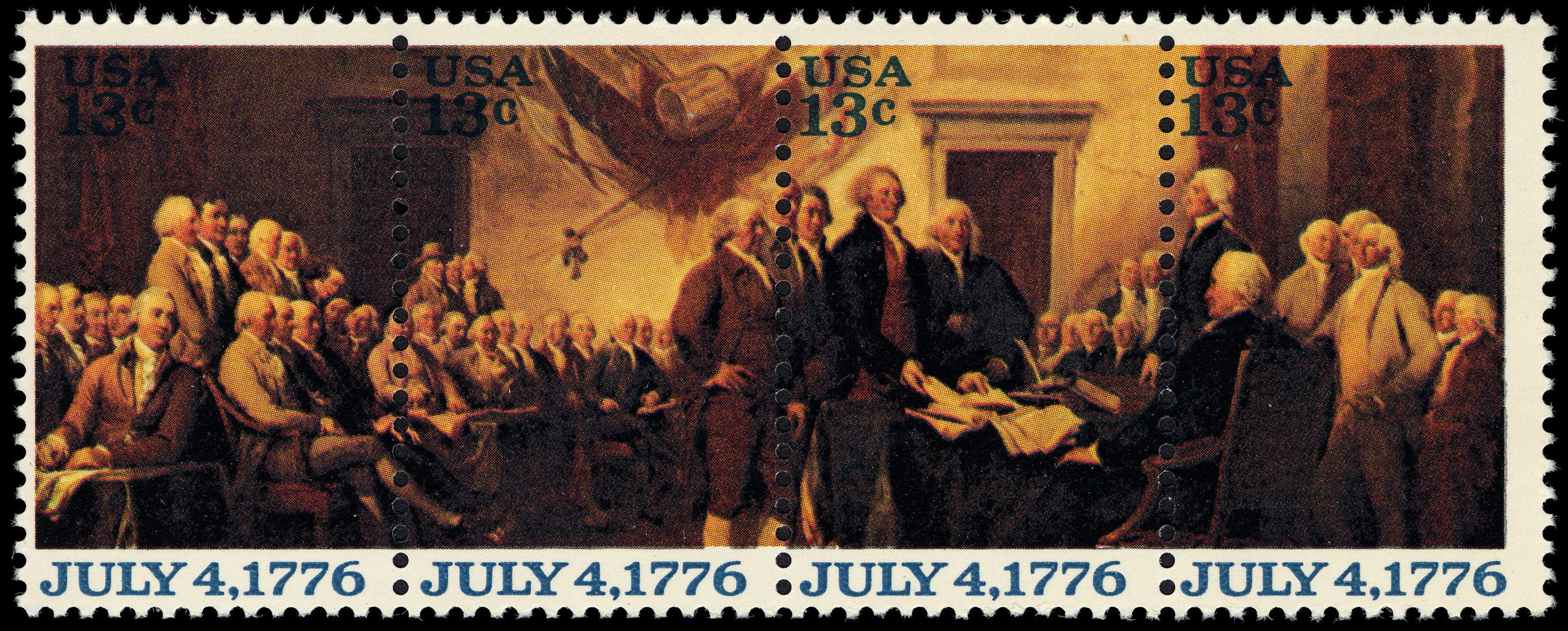
Pictura în ulei din 1818 a lui John Trumbull⁠(d) reprezentând expunerea Declarației de independență la Congresul Continental.
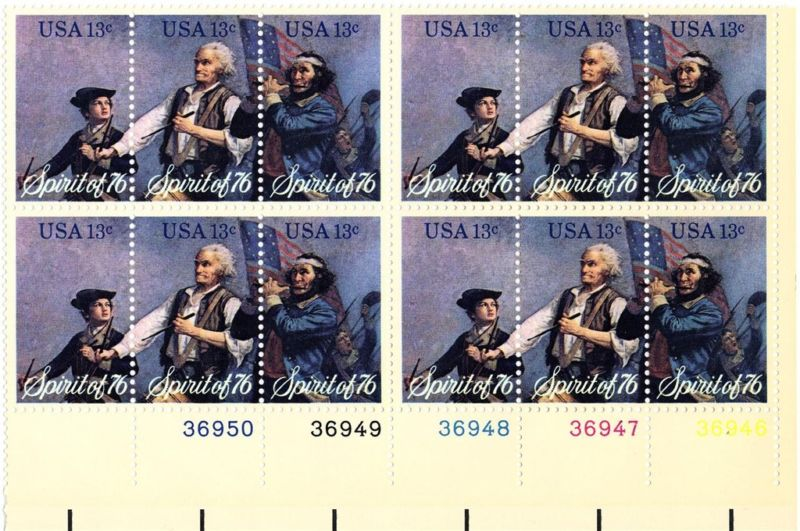
Pictură în ulei „Spiritul lui ‚76” a lui Archibald Willard⁠(d) din 1875 The Spirit of '76' care înfățișează un flautist și doi toboșari conducând Armata Continentală în timpul Războiului Revoluționar American.
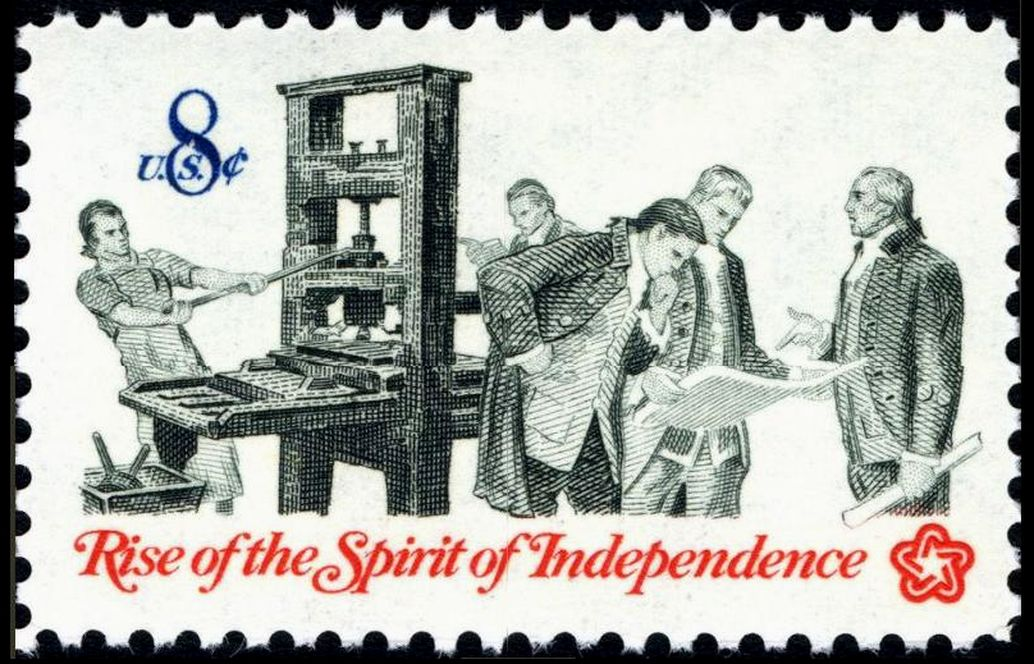
Patrioți americani în timp ce examinează o publicație colonială într-o tipografie
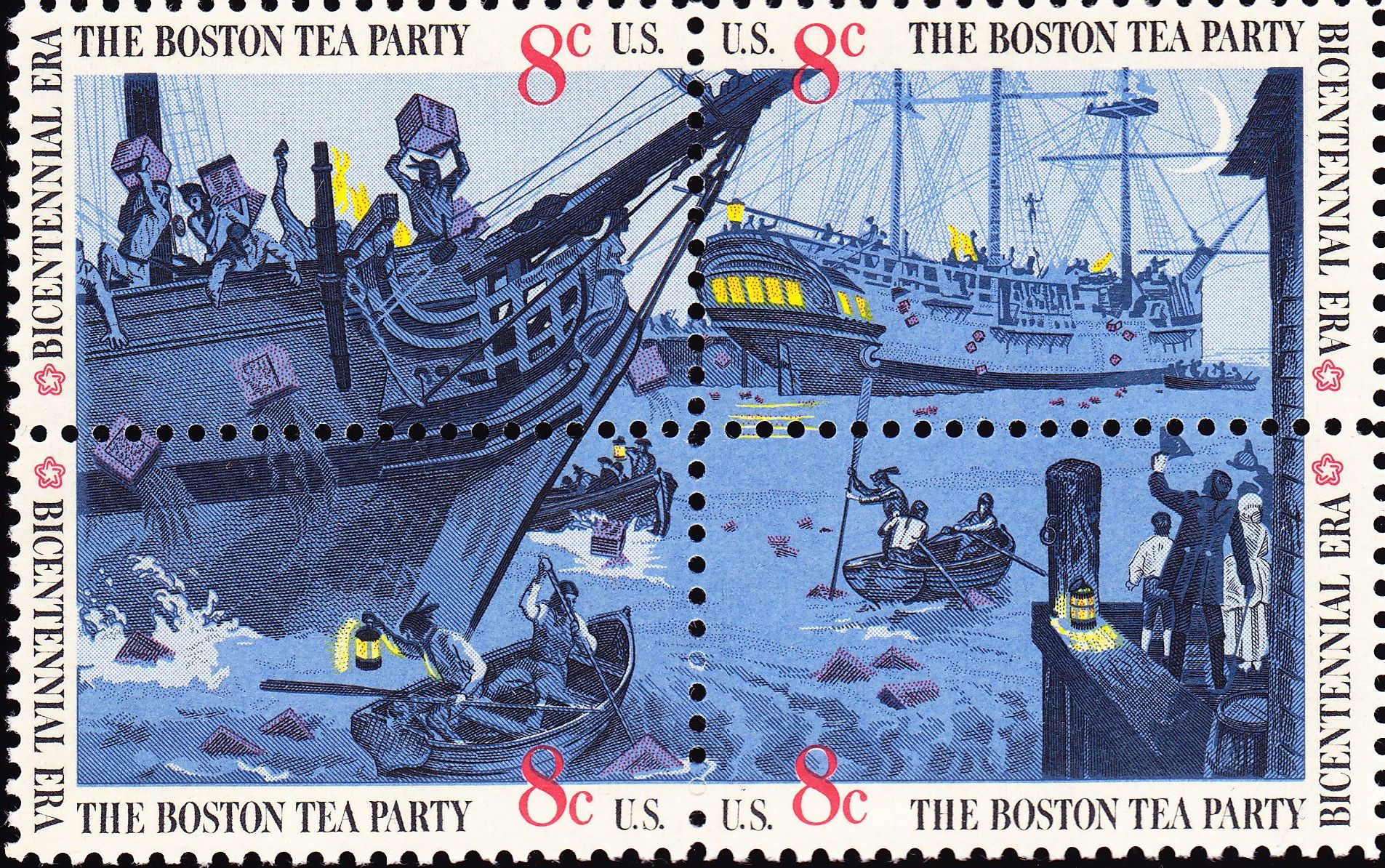
Reprezentare din 1773 a Petrecerii cu ceai de la Boston – cuferele cu ceai britanic sunt aruncate peste bord în portul Boston
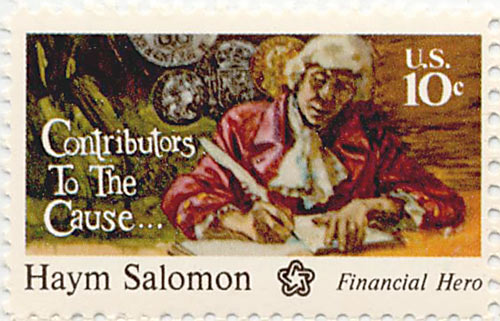
Haym Salomon⁠(d), contabilul colonial care a colectat bani pentru sprijinirea financiară a Revoluției Americane
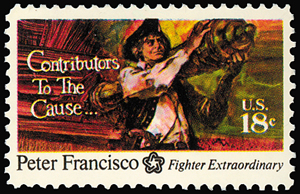
Peter Francisco⁠(d), participant la bătălia de la Camden, care a capturat și cărat de unul singur un tun de 1.000 livre de pe câmpul de luptă ocupat de soldații britanici
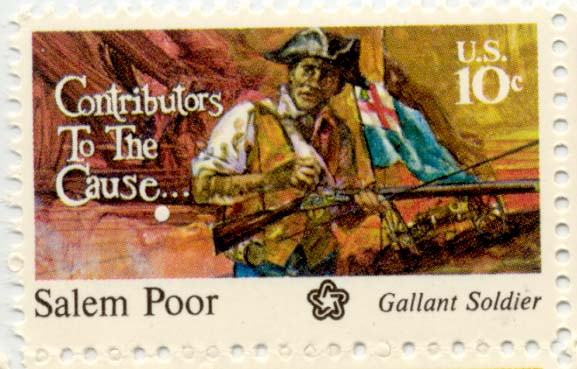
Salem Poor⁠(d), a participat la Bătălia de la Bunker Hill și a fost creditat ca fiind cel care l-a rănit pe ofițerul armatei britanice James Abercrombie
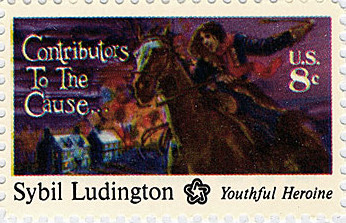
Sybil Ludington⁠(d), despre care se spune că ar fi călărit toată noaptea pentru a-i anunța pe mebrii milițiilor populare că soldații britanici incendiau orașul Danbury⁠(d). Aceste relatări, provenite de la familia Ludington, sunt puse la îndoială de cercetătorii moderni
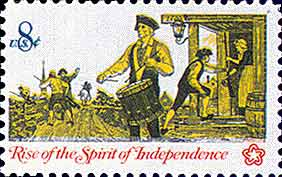
Toboșarii patrioți americani care mărșăluiau în bătălie alături de soldați și care alertau populația civilă cu privire la apariția în zonă a militarilor britanici
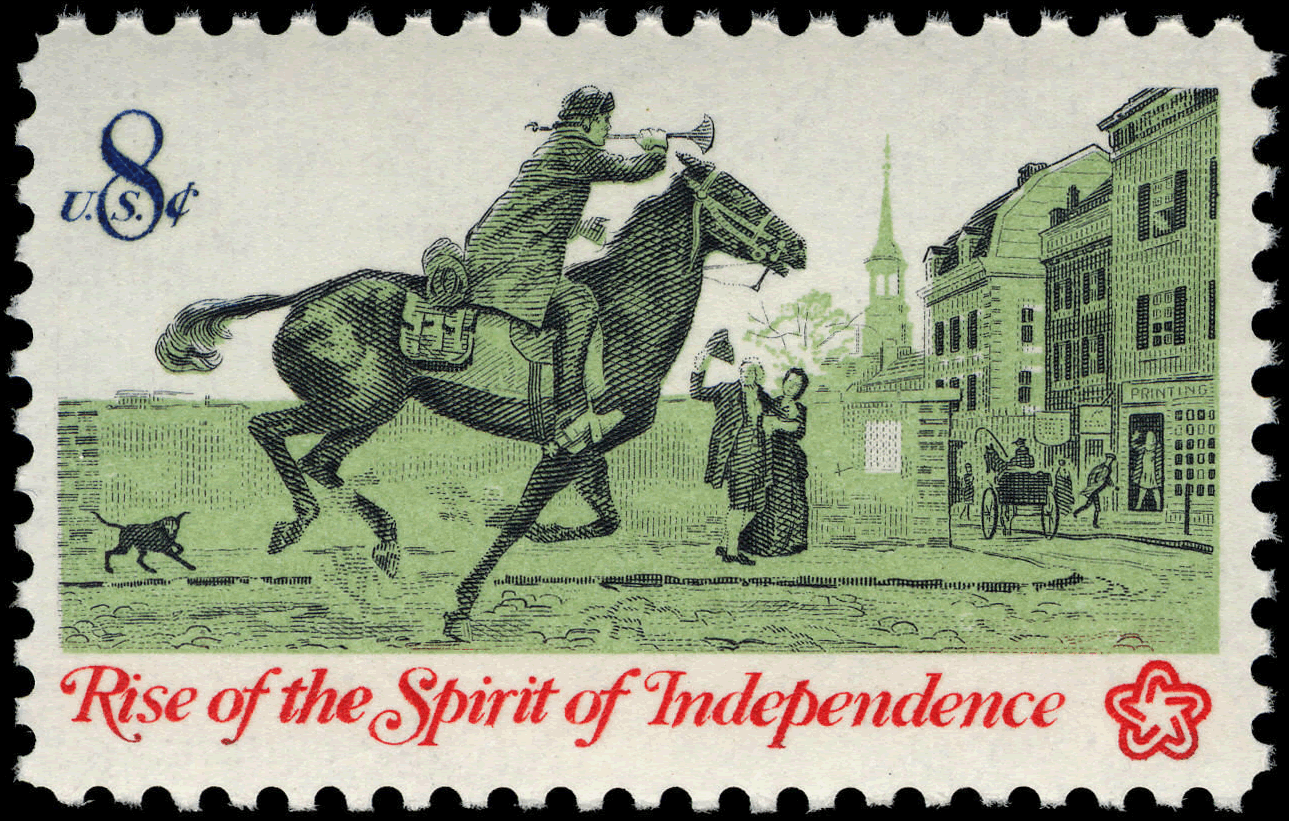
În onoarea poștașilor care livrau corespondența parcurgând distanțe mari călare pe cai

„Alte
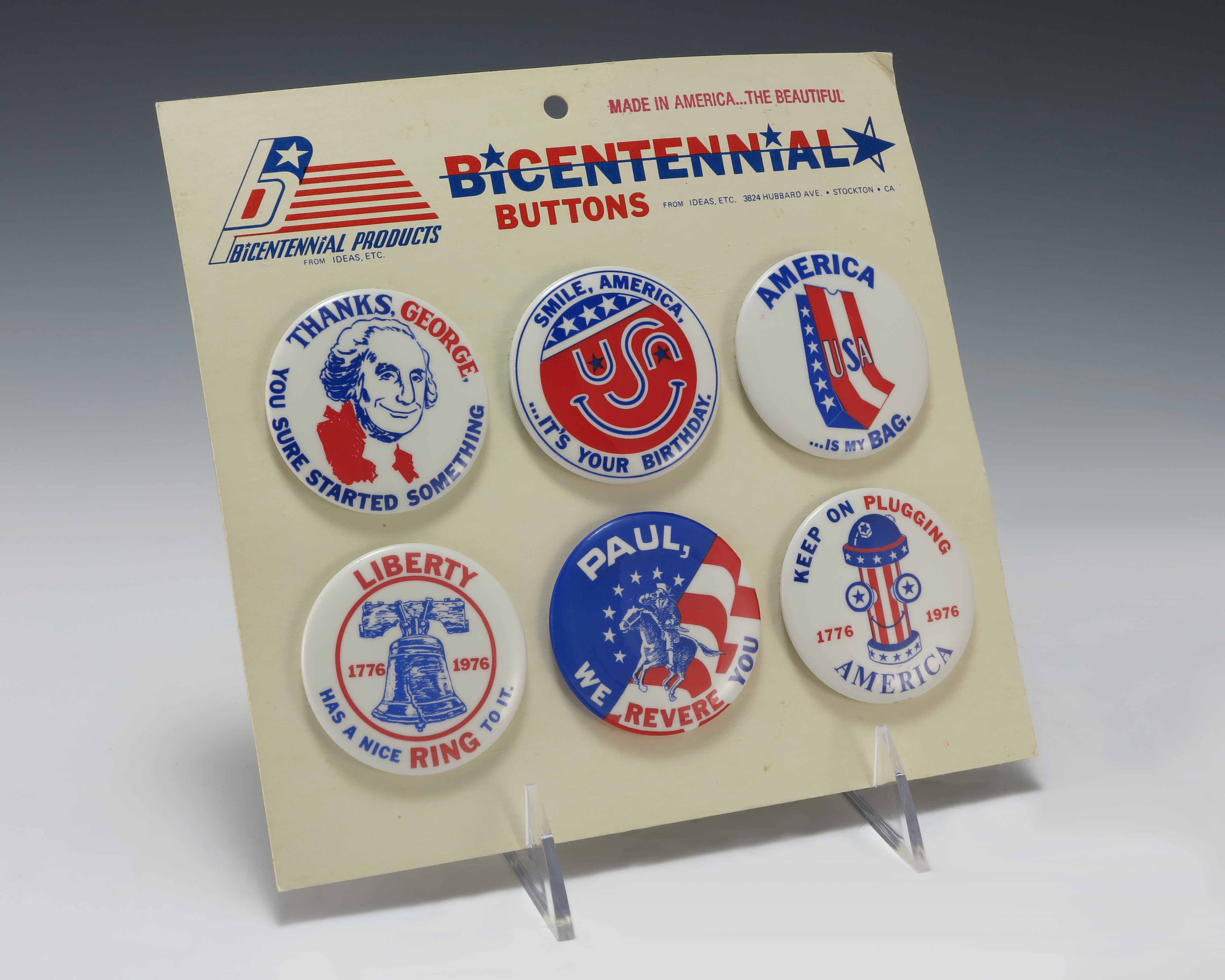
Șase insigne diferite pentru Bicentenar, concepute și trimise președintelui Gerald R. Ford de către doi profesori de artă
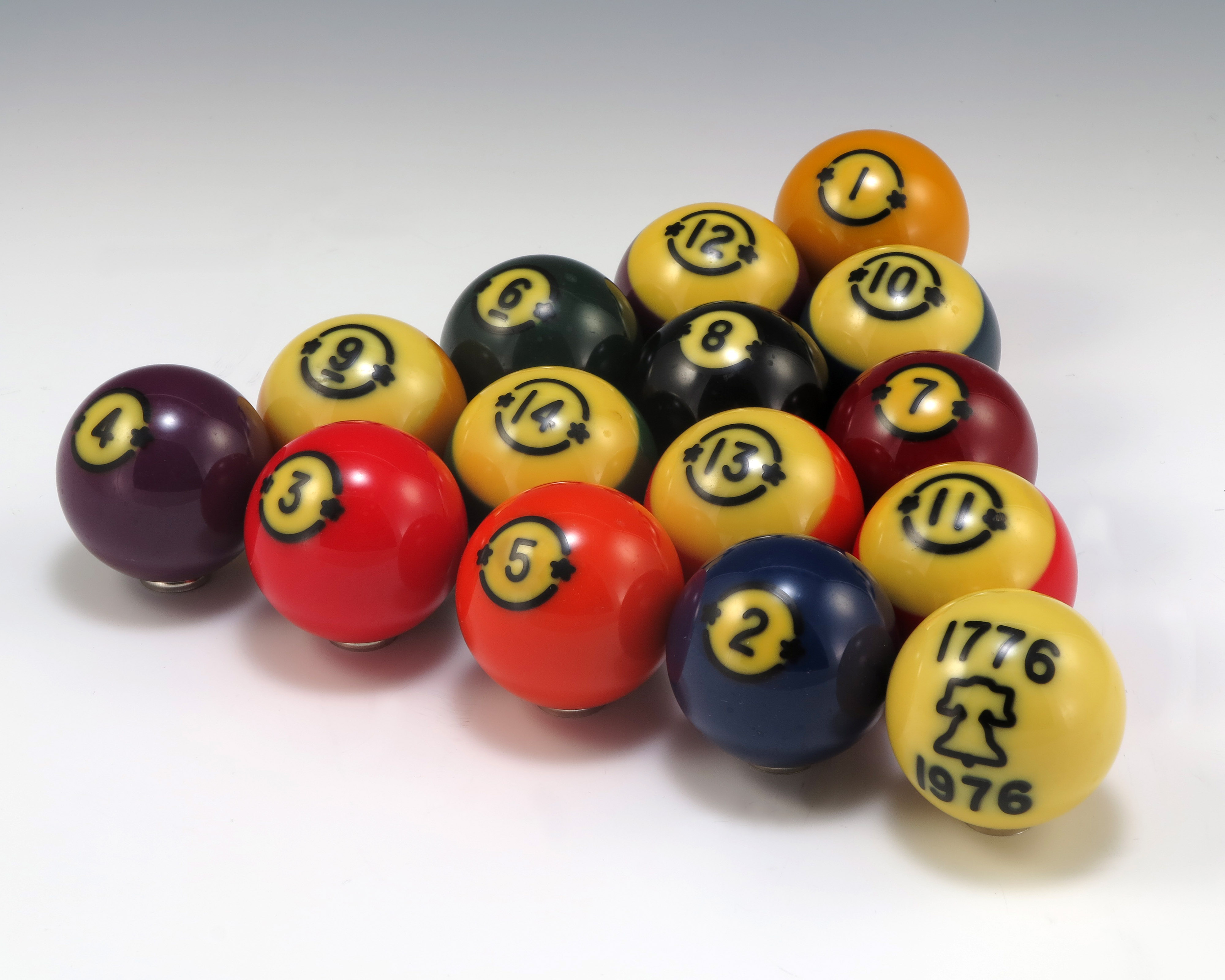
O cutie cu 15 bile de biliard concepute special pentru a comemora Bicentenarul
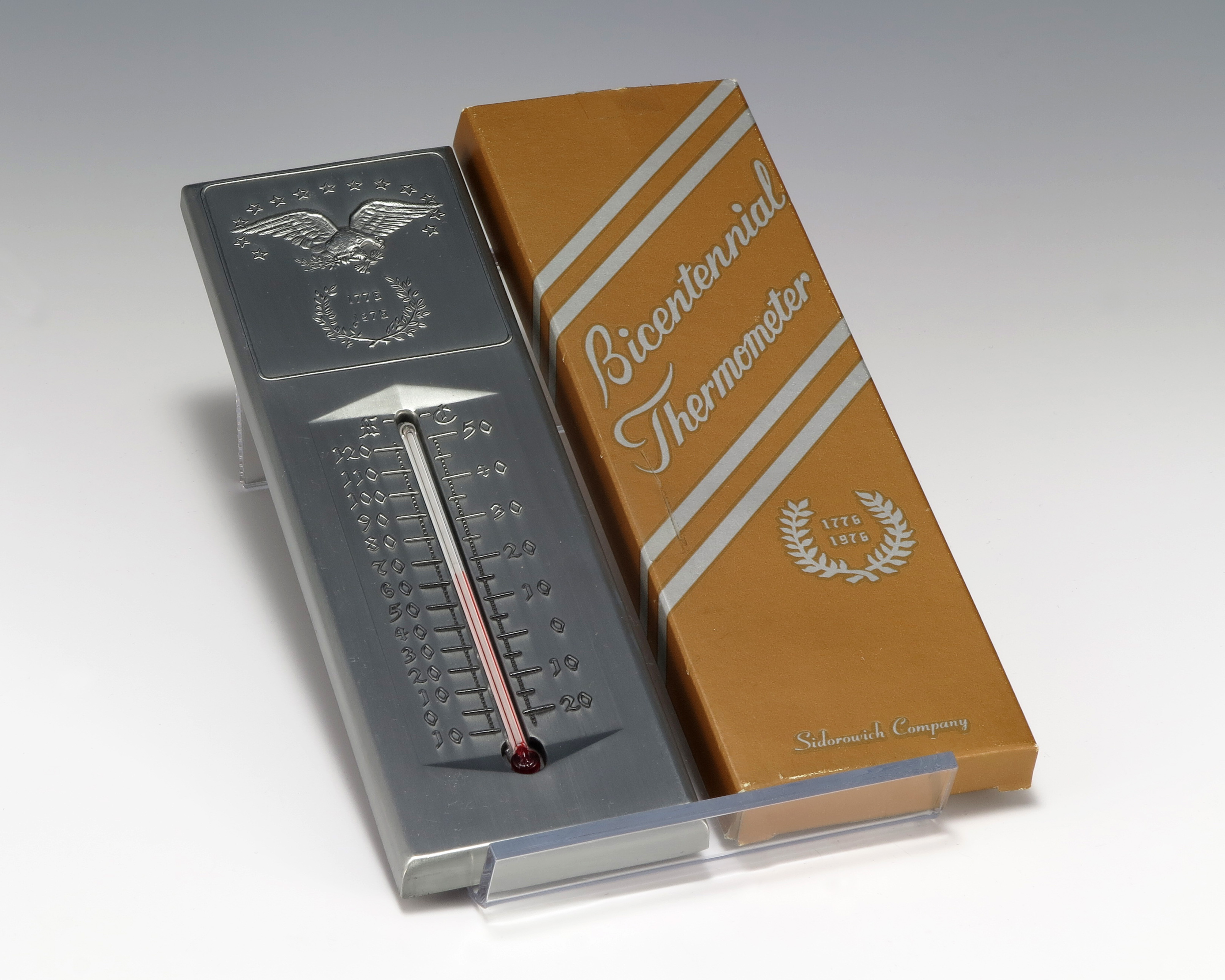
Termometrul comemorativ din staniu Bicentenar înfățișează un vultur deasupra unei coroane de lauri, cu inscripțiile „1776” și „1976” în interior
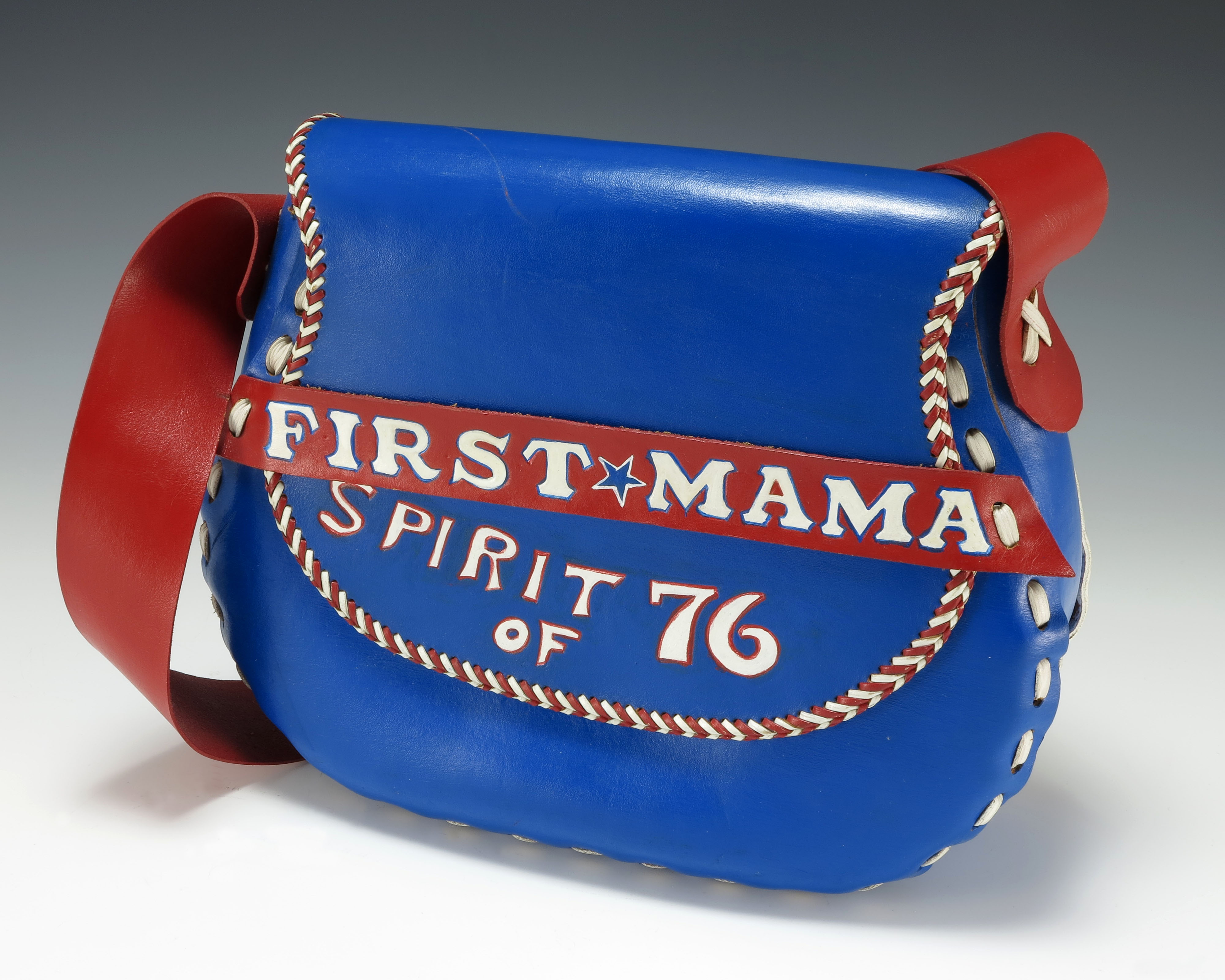
Geanta „Prima mamă” a lui Betty Ford
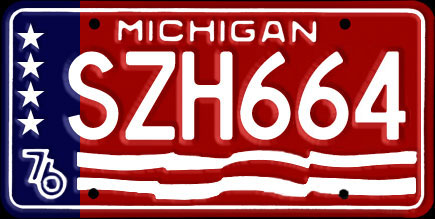
Plăcuțe de înmatriculare speciale din Michigan emise în cinstea Bicentenarului. Plăcuțele cu acest design au fost emise standard pentru toate autoturismele înmatriculate în Michigan care au primit plăcuțe noi în 1976